# Proteopharmacis horrens
Proteopharmacis horrens är en fjärilsart som beskrevs av Butler 1882. Proteopharmacis horrens ingår i släktet Proteopharmacis och familjen mätare. Inga underarter finns listade i Catalogue of Life.